# Torre de telecomunicaciones de Schiffdorf
La Torre de telecomunicaciones de Schiffdorf es una torre de telecomunicaciones de 163 m de altura en la ciudad de Bremerhaven, Bremen, Alemania. Desde el año 2000 presta servicio a la difusión de la señal de radio, televisión y telefonía móvil del estado de Bremen para la empresa pública Radio Bremen. Funciona como una estación repetidora de programas emitidos desde la torre de telecomunicaciones de Bremen. Construida de concreto armado, no es accesible al público. Como la mayoría de torres de telecomunicaciones en Alemania es propiedad de una filial de Deutsche Telekom.